# Коробко Володимир Васильович
Коробко Володимир Васильович (нар. 17 листопада 1950, Кіровоградська область — 31 травня 2025, м. Київ) — Почесний зв'язківець України, який зробив величезний внесок в побудову інфраструктури телекомунікацій Київщини в незалежній Україні. Очолював Київську обласну дирекцію (філію) ВАТ «Укртелеком» на посаді генерального директора протягом 20 років з 1994 по 2014 роки.

## Життєпис
Народився 17 листопада 1950 року у селі Тишківка Добровеличківського району Кіровоградської області.
Після закінчення Тишківської середньої школи № 2 у 1967—1973 рр. навчався в Одеському електротехнічному інституті зв'язку ім. О. С. Попова та отримав спеціальність інженера енергозв'язку.
У період з 1993 до 1997 року навчався на заочному відділенні Київського університету імені Т. Г. Шевченка за спеціальністю правознавство.
З 1994 до 2014 року працював директором Київської обласної дирекції (потім філії) ВАТ «Укртелеком».
2000 р. — кандидат технічних наук,
написав книгу «Підвищення показників якості ітераційних систем фазової автоподстройки» разом з Стекловим В.К., що стала навчальним посібником в університетах телекомунікацій. Автор 12 наукових статей і 1 монографії.
У 2015—2017 роках — виконавчий директор громадської спілки «Фонд енергоефективності».
З 2018 року керівник Центру енергоефективності та енергоменеджменту Одеської національної академії зв'язку ім О. С. Попова.
Мав пʼятеро дітей - Володимир, Яна, Олена, Нікіта, Даниїл.

## Членство у професійних та громадських організаціях
- 1995 р. — член-кореспондент Академії зв'язку України.
- 2014 і дотепер — Голова громадської організації "Фонд енергоефективності «КП-ЕСКО».

## Політична діяльність
У 1979—1982 роках обирався депутатом Дзержинської міської Ради народних депутатів Донецької області. У 1982—1985 роках — депутатом Броварської міської Ради народних депутатів Київської області.
У 2007 році балотувався до Верховної Ради України за списком блоку КУЧМА, але не був обраний.
У 2007—2012 роках був помічником Народного депутата Верховної Ради України Довгого С. О.

## Відзнаки та нагороди
- Нагороджений державними відзнаками Президента України:
- Почесний зв'язківець України (2000)
- Заслужений працівник сфери послуг України (2000)
- Орден Святого Володимира (2002)
- Орден «За заслуги» III ст. (2002)
- Почесна грамота Верховної Ради України (2006)
- Орден Святого Миколая Чудотворця (УПЦ КП) (4 жовтня 2006)
- Орден «За заслуги» II ст(2011)[2]